# Dehaasia membranacea
Dehaasia membranacea är en lagerväxtart som beskrevs av André Joseph Guillaume Henri Kostermans. Dehaasia membranacea ingår i släktet Dehaasia och familjen lagerväxter. Inga underarter finns listade i Catalogue of Life.